# هاني الملقي
هاني فوزي عيد الملقي (15 أكتوبر 1951 -) رئيس وزراء أردني سابق مواليد عمّان، ابن رئيس الوزراء الأسبق فوزي الملقي أول رئيس وزراء في عهد الملك حسين. تولى رئاسة الحكومة الأردنية على فترتين متتاليتين، الأولى من (1 يونيو - 25 سيبتمبر 2016) والثانية من (28 سيبتمبر 2016 - 14 يونيو 2018) وهما الحكومتين الـ 99 والـ 100 منذ إعلان استقلال إمارة شرق الأردن. قدم استقالته إلى العاهل الأردني بعد موجة إضرابات ومظاهرات عمت الشارع بسبب سياساته المالية ومحاولته فرض قانون ضريبة الدخل رغم رفض الشارع له.
كما كان وزيراً سابقاً لعدة حقائب وزارية فقد شغل منصب وزير المياه والري، ووزير التموين، ووزير الطاقة، ووزير الصناعة والتجارة، ووزير الخارجية سنة 2004. . في 7 نوفيمبر 2019، صدرت الإرادة الملكية بتعيينه عضوا في مجلس الأعيان، ولا يزال في المنصب حتى اليوم.

## تعليمه
حاصل على شهادة البكالوريوس في هندسة الإنتاج من جامعة القاهرة عام 1974. ثم ماجستير في الهندسة الإدارية من الولايات المتحدة الأمريكية سنة 1977. ودكتوراه في هندسة النظم والصناعة من الولايات المتحدة سنة 1979.

## حياته السياسية
كان الملقي رئيس المجلس الأردني في مفاوضات السلام بين الأردن ودولة إسرائيل 1994-1996. وكان سفيراً للأردن في القاهرة على فترتين الأولى كانت (1 مارس 2002 - 24 أكتوبر 2004) والثانية (1 يونيو 2008 - 11 فبراير 2011). ثم أصبح مستشاراً للملك عبد الله الثاني من 7 أبريل 2005 حتى 1 أكتوبر 2007.

## رئاسة الوزراء

### الحكومة الأولى
في 29 مايو 2016، كلّف الملك عبد الله الثاني بن الحسين هاني الملقي بتشكيل الحكومة بعد أستقالة حكومة عبدالله النسور الثانية، استقالت حكومة الملقي في 25 أيلول (سبتمبر) 2016 أي بعد 5 أشهر تقريبا من تشكيلها، بعد الانتخابات البرلمانية التي جرت في 20 أيلول (سبتمبر) 2016، وقد كلّف الملك الملقي بتشكيل حكومة جديدة.

### الحكومة الثانية

#### استقالته
قدم الملقي استقالته للملك عبد الله الثاني في 4 يونيو 2018، بعد الاحتجاجات الكبيرة والإضراب الذي اندلع منذ 30 مايو احتجاجاً على تعديل قانون الضريبة ورفع أسعار المشتقات النفطية والكهرباء. رغم إيقاف الملك لقرار رفع أسعار الكهرباء والمشتقات النفطية، إلا أن الاحتجاجات استمرت على قانون الضريبة وسوء الأوضاع الاقتصادية للمواطنين. في الليلة السابقة ليوم الاستقالة طلب الملك عبد الله استدعاء رئيس الوزراء هاني الملقي إلى قصره في صباح اليوم التالي، وأعلنت استقالة هاني الملقي في 4 يونيو وقدم الملك رسالة شكرٍ له على ما تحمله خلال الفترة الماضية. وفي 5 يونيو 2018 كلف ملك الأردن عمر الرزاز (الذي كان يشغل منصب وزير التربية والتعليم في حكومة الملقي) بتشكيل الحكومة وتقديم مراجعة شاملة لمشروع قانون ضريبة الدخل المثير للجدل.

## خبراته العملية
- السفير الأردني في القاهرة 1/6/2008-11/2/2011، ثم بالفترة 1/3/2002-24/10/2004.
- المندوب الدائم لدى جامعة الدول العربية 1/6/2008-11/2/2011.
- مستشار الملك 7/4/2005-1/10/2007.
- المندوب الدائم لدى جامعة الدول العربية 1/3/2002-24/10/2004.
- النائب التنفيذي لرئيس المجلس الاعلى للعلوم والتكنولوجيا 19/4/1999-1/3/2002.
- رئيس الجمعية العلمية الملكية 4/5/1989-20/3/1997.
- امين عام المجلس الاعلى للعلوم والتكنولوجيا 1/9/1993-20/3/1997.
- رئيس المجلس الأردني في مفاوضات السلام (الاتفاقيات التفصيلية) بين المملكة الأردنية الهاشمية وإسرائيل 1994-1996.
- المدير التنفيذي للأكاديمية الإسلامية للعلوم (منظمة المؤتمر الإسلامي) من 1987-1989.
- مدير دائرة الطاقة المتجددة – الجمعية العلمية الملكية 1984-1987.
- عضو مجلس الأعيان الأردني الحادي والعشرون والسادس والعشرون.

## الحقائب الوزارية
- وزير المياه والري
- وزير الطاقة
- وزير التموين
- وزير الصناعة
- وزير الخارجية

## الأوسمة
- وسام الاستقلال من الدرجة الأولى
- وسام الكوكب من الدرجة الأولى
- وسام الدنمارك درجة أولى
- وسام السويد درجة ثانية
- وسام الفارس الفرنسي
- وسام هولندا درجة ثانية.[14]